# Felsőpakony
Felsőpakony is een plaats (község) en gemeente in het Hongaarse comitaat Pest. Felsőpakony telt 2989 inwoners (2001).